# 枚方市立山之上小学校
枚方市立山之上小学校（ひらかたしりつ やまのうえしょうがっこう）は、大阪府枚方市山之上一丁目にある公立小学校。
1969年に開成小学校・五常小学校・枚方第二小学校それぞれの校区の一部から分離開校した。

## 沿革
- 1969年4月1日 - 枚方市立山之上小学校開校
- 1970年7月 - プール完成

## 通学区域
- 枚方市 藤田町、東田宮2丁目、宮之下町、山之上西町（一部）、山之上東町、山之上北町、山之上1丁目-4丁目、山之上5丁目（一部を除く）。

卒業生は基本的に枚方市立第四中学校に進学する。

## 交通
- 京阪バス 山之上バス停 西へ約500m。
- 京阪交野線 星ヶ丘駅 南西へ約1.5km。
- 京阪本線・交野線 枚方市駅 南へ約2.2km。